# Lutzomyia aclydifera
Lutzomyia aclydifera är en tvåvingeart som först beskrevs av Fairchild G. B., Hertig M. 1952.  Lutzomyia aclydifera ingår i släktet Lutzomyia och familjen fjärilsmyggor. Inga underarter finns listade i Catalogue of Life.